# Dichrostachys kirkii
Dichrostachys kirkii är en ärtväxtart som beskrevs av George Bentham. Dichrostachys kirkii ingår i släktet Dichrostachys och familjen ärtväxter. IUCN kategoriserar arten globalt som nära hotad. Inga underarter finns listade i Catalogue of Life.